# Gottlieben
Gottlieben est une commune suisse du canton de Thurgovie, située dans le district de Kreuzlingen.

## Géographie
Avec une superficie de 31 hectares, Gottlieben est la plus petite commune de Suisse, à égalité avec Rivaz. Elle se situe sur le Seerhein, le bras du Rhin qui relie le lac de Constance à l'Untersee, à 4 km à vol d'oiseau de Kreuzlingen.

## Histoire

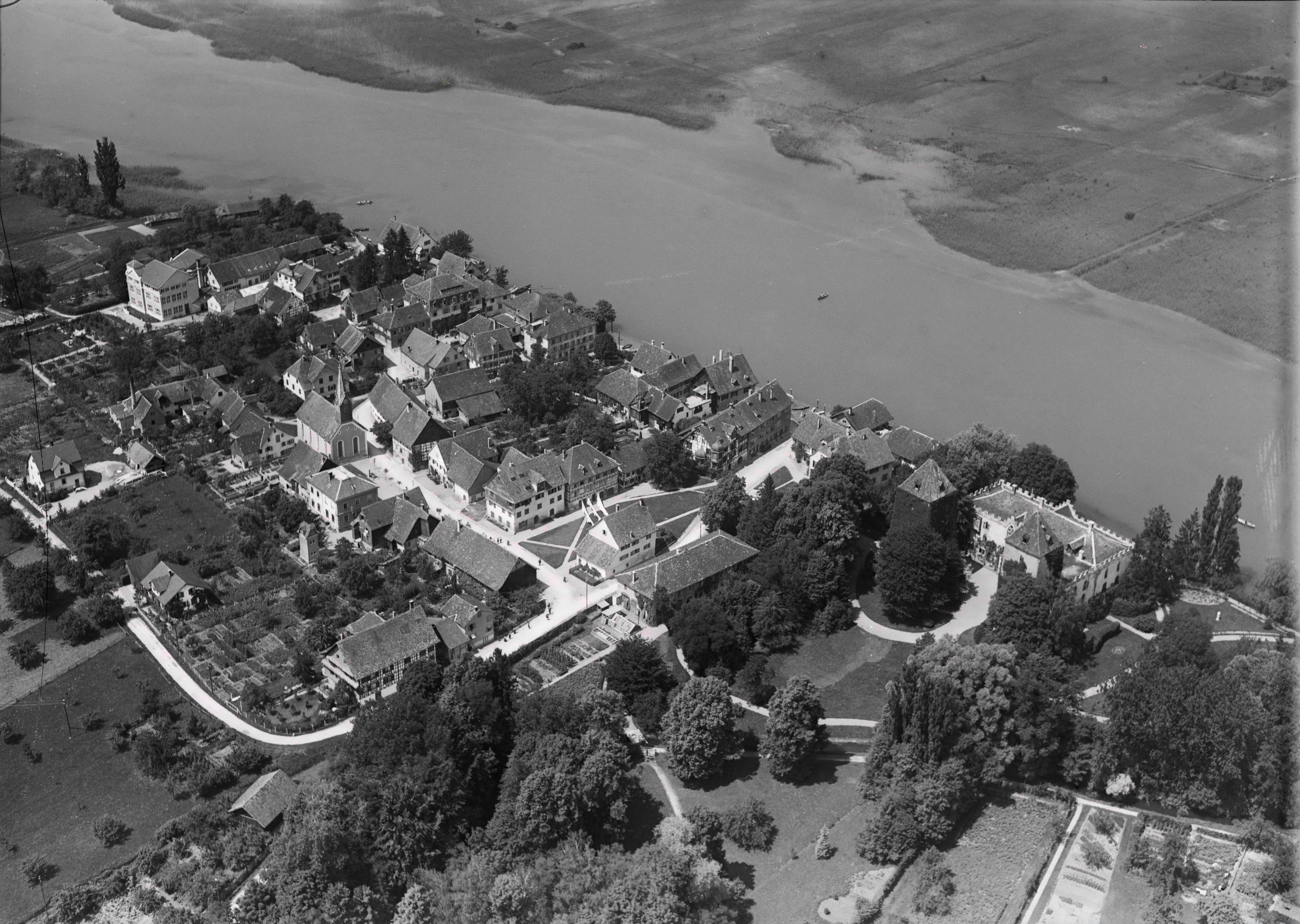
Photo aérienne prise à 100 m par Walter Mittelholzer (1919).

Le bourg fut fortifié par l’évêque Eberhard von Waldburg en 1251. Il acquit le droit de marché à la fin du XVIIe siècle.
Pendant le Concile de Constance, en 1415, le réformateur tchèque Jan Hus et l'antipape Jean XXIII, déposés par l'Église, croupirent dans les oubliettes du château.
De 1798 à 1874, Gottlieben fut le chef-lieu de district. Depuis 1874, ce rôle est dévolu à Kreuzlingen.

## Économie

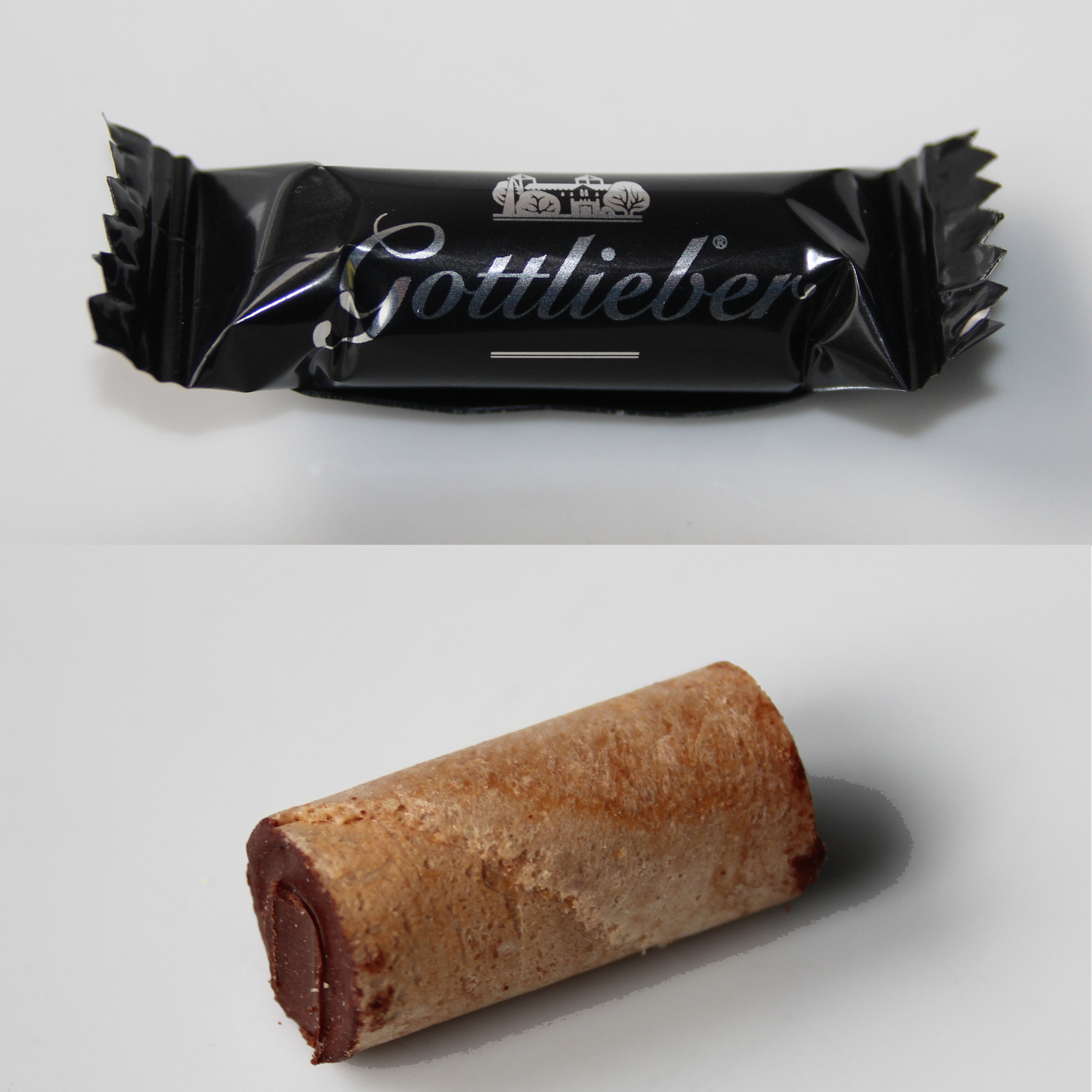
Gottlieber Hüppen.

La principale activité de la commune est le tourisme. Le lieu est en outre connu pour ses Gottlieber Hüppen, douceurs de pâte à gaufre fourrée au praliné ou au nougat.

## Transports
- Bateau pour Schaffhouse et Kreuzlingen.

## Personnalités
- Lisa della Casa, chanteuse d'opéra vivant au château depuis 1974.

## Curiosités
- Château construit en 1251.